# Árbitro FIFA

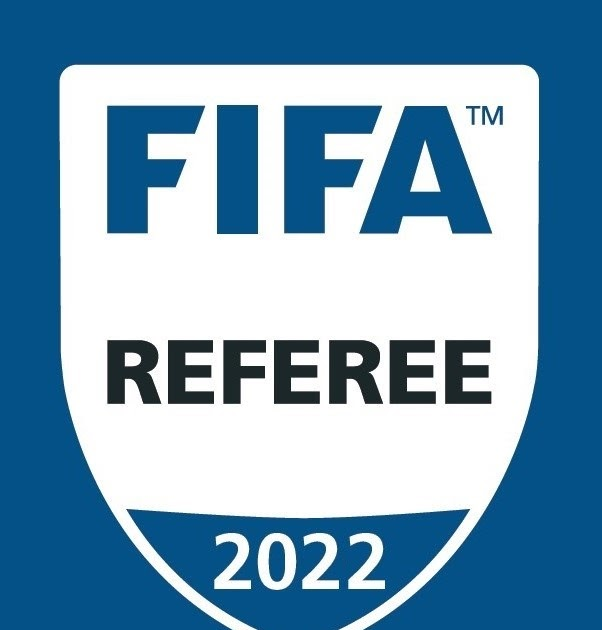
Escarapela FIFA similar a la que portan los árbitros asistentes internacionales categoría FIFA

Se considera árbitro FIFA (o árbitro internacional) a aquel que, una vez propuesto por la federación de fútbol de su país, es aceptado por la FIFA como miembro de la lista de honor de dicha federación, y por ende, goza del derecho y la responsabilidad de participar en partidos internacionales.  
Esto es, ya sea en encuentros entre selecciones y/o clubes. Para dicho nombramiento, se debe cumplir una serie de requisitos tales como edad mínima y máxima, rendimiento, pruebas físicas, etcétera. 
La FIFA reconoce tanto los jueces de fútbol masculino como femenino. Desde 2020 no se diferencian las categorías por género, sino que tanto árbitros hombres como árbitras están listados dentro de la nómina del país. La última distinción se realizó en la entrega de las listas de 2019.

## Rangos y funciones
La FIFA reconoce que los árbitros que integran la nómina, en cada viaje o designación, pasan a "ser embajadores de la institución", por lo que se recomienda siempre actuar con dicho honor, expresando valores y el respeto que eso conlleva.
Hoy en día, hay diferentes funciones o rangos, en los que se dividen los árbitros. La FIFA, año a año, designa y diferencia a los árbitros de acuerdo a su función dentro de la cancha, en FIFA Referee (árbitro FIFA), que es para los colegiados y FIFA Assistant Referee para los árbitros asistentes. Cada juez, cuenta con una escarapela o escudo (foto) identificatorio de su función, que además cuenta con el año que transcurre.

### Categorías internacionales
En resumen, la FIFA hace cuatro diferentes distinciones de árbitros. En todas las categorías no se hacen distinciones entre hombres y mujeres. Cada colegiado está obligado por la FIFA a llevar la insignia en la indumentaria durante todo el año que esta menciona.
|                                        |                                                   |                                                                |                                                        |                                                 |
| Insignia obligatoria para los árbitros | Insignia obligatoria para los árbitros asistentes | Insignia obligatoria para los árbitros de fútbol sala o fustal | Insignia obligatoria para los árbitros de fútbol playa | Insignia obligatoria para los árbitros de video |

## Requisitos
Aquel candidato a árbitro internacional debe tener, al término de la temporada anterior, es decir, del 30 de junio, una edad mayor de 25 años para árbitros y 23 para árbitros asistentes, y la edad máxima será de 38 años.
Se establecerá una clasificación de candidatos sobre la base de las puntuaciones obtenidas por dirigir partidos internacionales durante los doce meses previos a su candidatura como árbitros internacionales.
Como requisito mínimo, todos los árbitros candidatos deben pasar una prueba física aprobada por la FIFA y un examen médico antes de una fecha propuesta por la FIFA.